# NGC 1882
NGC 1882 (другое обозначение — ESO 85-SC57) — рассеянное скопление в созвездии Золотая Рыба.
Этот объект входит в число перечисленных в оригинальной редакции «Нового общего каталога».